# (2087) Kochera
(2087) Kochera es un asteroide perteneciente al cinturón de asteroides descubierto el 28 de diciembre de 1975 por Paul Wild desde el Observatorio de Berna-Zimmerwald, Suiza.

## Designación y nombre
Kochera se designó inicialmente como 1975 YC.
Más tarde fue nombrado en honor del médico suizo Emil Theodor Kocher (1841-1917).

## Características orbitales
Kochera orbita a una distancia media de 2,206 ua del Sol, pudiendo alejarse hasta 2,332 ua y acercarse hasta 2,079 ua. Tiene una excentricidad de 0,05745 y una inclinación orbital de 1,829 grados. Emplea 1197 días en completar una órbita alrededor del Sol.

## Características físicas
La magnitud absoluta de Kochera es 12,9. Está asignado al tipo espectral S de la clasificación SMASSII.